# Манифест GNU

Лого GNU

Манифест GNU (англ. GNU Manifesto) — документ, опубликованный Ричардом Столлманом в журнале Dr. Dobb's Journal в марте 1985 года. В этой статье он объясняет цели и задачи GNU Project и призывает разработчиков и пользователей к поддержке и участию.
Текст манифеста распространяется на разных сайтах в Интернете, а также содержится в документации к некоторым компьютерным программам, например Emacs.

## Содержание
Манифест GNU начинается с объяснения того, что такое проект GNU и каков на данный момент прогресс в создании операционной системы GNU. Система, хотя и основана на Unix и совместима с ней, по замыслу автора должна иметь много улучшений по сравнению с ней, которые подробно перечислены в манифесте.
По словам Столлмана, одной из основных движущих сил проекта GNU была быстрая (на тот момент) тенденция к тому, что Unix и его различные компоненты становились проприетарным (т. е. закрытым и не свободным) программным обеспечением.
Манифест закладывает философскую основу для запуска проекта и важность его реализации — проприетарное программное обеспечение является способом разделить пользователей, которые больше не могут помогать друг другу. Столлман отказывается писать проприетарное программное обеспечение в знак солидарности с ними.
Автор приводит множество причин, по которым проект и свобода программного обеспечения выгодны для пользователей, хотя он согласен с тем, что его широкое внедрение сделает работу программистов менее прибыльной.
Большая часть Манифеста GNU посвящена опровержению возможных возражений против целей проекта GNU. К ним относятся необходимость программистов зарабатывать на жизнь, проблема рекламы и распространения свободного программного обеспечения, а также предполагаемая необходимость стимулирования прибыли.